# هافانا
هافانا هي العاصمة والميناء الرئيسي والمركز التجاري الرئيسي لكوبا وهي واحدة من المقاطعات الكوبية الأربعة عشر ويبلغ عدد سكانها 2.4 مليون نسمة مما يجعل من هافانا في أكبر مدينة في كل من كوبا ومنطقة البحر الكاريبي. وتمتد المدينة معظمها غربا وجنوبا من خليج، والتي يتم دخولها من خلال ممر ضيق والذي يقسم إلى ثلاثة موانئ رئيسية هي: مارملينا، جوانابكوا وأتيريس. نهر ألمينداريس يخترق المدينة من الجنوب إلى الشمال، ويدخل في مضيق فلوريدا على بعد عدة أميال إلى الغرب من الخليج. في عام 1959 توقفت المدين عن النمو، ومنذ ذلك الحين قد تكبدت خسارة كبيرة للكائنات الحية، على الرغم من الزيادة السكانية.
الملك فيليب الثاني ملك إسبانيا منح هافانا لقب مدينة في عام 1592 وصدور مرسوم ملكي في عام 1634 معترف بها رسميا من جانب أهميته اعتبرت بمثابة "مفتاح إلى العالم الجديد. بدأ الأسبان في بناء التحصينات في 1553 ونقلوا مقر الحاكم إلى هافانا في تللك الفترة من سانتياغو دي كوبا على الطرف الشرقي من الجزيرة، مما يجعل هافانا في الواقع رأس المال. أهمية التحصينات في الميناء كانت مهمة في وقت مبكر حيث هاجم الإنكليز والفرنسيون والهولنديون ولصوص البحر المدينة في القرن السادس عشر وقد غرقت البارجة الأمريكية ماين في مرفأ هافانا في عام 1898 وكان السبب المباشر لاندلاع الحرب الأسبانية الأمريكية.
اليوم هافانا مركز للحكومة الكوبية ومختلف الوزارات ومقار الشركات تتمركز بها.

## تاريخ التأسيس
كانت أول زيارة من قبل الأوروبيين خلال سيباستيان دي أوكامبو للجزيرة في عام 1509. وبعد ذلك بقليل، في 1510 قام المستعمرين الأسبان القادمون من هيسبانيولا في غزو كوبا. وقام الغازي دييغو فيلازكيز دي كويلار في تأسيس هافانا في 25 أغسطس 1515 على الساحل الجنوبي للجزيرة، بالقرب من بلدة حالية تسمي سيرجادريوادي باتابانو. بين 1514 و 1519 في هافانا كان ما لا يقل عن اثنين من مؤسسات مختلفة. كل المحاولات لتأسيس المدينة على الساحل الجنوبي لكوبا فشلت. في المدينة كان موقع مجاور لميناء رائع عند مدخل خليج المكسيك ومع سهولة الوصول إلى تيار الخليج والمحيطات الرئيسية الحالية التي يتبعها الملاحين عند السفر من الأمريكتين إلى أوروبا. وكل ذلك أدي في وقت مبكر لتطوير الميناء الرئيسي للمستعمرات الإسبانية في العالم الجديد.

### هافانا والقراصنة

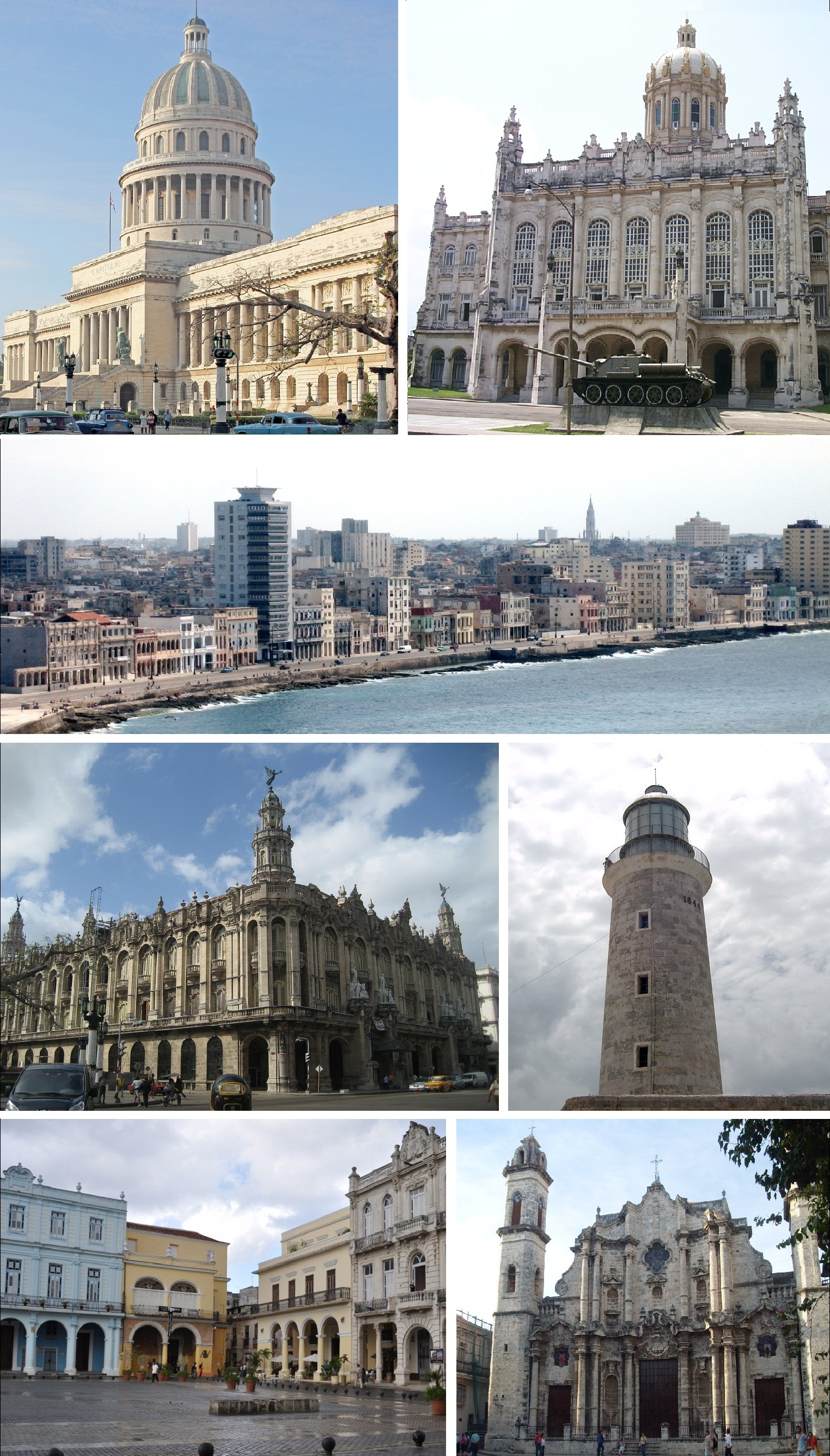

كانت هافانا في الأصل ميناء تجاري ولذلك تعرضت لهجمات منتظمة من جانب القراصنة والبحرية الفرنسية. أول هجوم وحرق للمدينة كان من قبل القرصان الفرنسي جاك دي سورية في 1555 ونهب المدينة وحرق الكثير منها. وقد تركك دي سورية هافانا من دون الحصول على ثروة هائلة كان يأمل في أن يجد في هافانا. ومثل هذه الهجمات عملت على إقناع التاج الأسباني لتمويل بناء الحصون الأولى في المدن الرئيسية—ليس فقط لمواجهة القراصنة ولكن أيضا لبذل المزيد من السيطرة على التجارة مع جزر الهند الغربية. للتصدي لهجمات القراصنة على قوافل جاليون المتوجها إلى إسبانيا وهي محملة بكنوز العالم الجديد، قرر وولي العهد الأسباني لحماية سفنه من خلال التركيز عليها في أسطول واحد كبير، والذي من شأنه أن يعبر المحيط الأطلسي كمجموعة واحده يمكن بسهولة أكبر من أسطول تجاري تكون محمية من الارمادا الأسبانية. بعد صدور مرسوم ملكي في 1561، طلب من جميع سفن المتجهة إلى إسبانيا أن تجتمع مع هذا الأسطول في خليج هافانا. السفن التي وصلت في مايو إلى أغسطس في انتظار ظروف أفضل الأحوال الجوية، وقد غادر الأسطول هافانا لإسبانيا بحلول سبتمبر. وهذا بطبيعة الحال عزز التجارة والتنمية في المدينة المجاورة لهافانا (فيلا المتواضعة في ذلك الوقت). السلع التي يتم تداولها في هافانا تشمل الذهب والفضة وصوف الألبكة من جبال الأنديز، الزمرد من كولومبيا، الماهوجني من كوبا وغواتيمالا، والجلود من غوأخيرا، والتوابل والعصي من كامبيتشي إلي جانب الذرة والمنيهوت والكاكا. السفن من جميع أنحاء العالم الجديد كانت تأخذ المنتجات إلى العاصمة الكوبية هافانا، وتجمع الآلاف من السفن في خليج المدينة أيضا لتغذية هافانا بالمزروعات والمواد المصنعة، إذ كان لا بد من توفير الطعام والمياه وغيرها من المنتجات اللازمة لاجتياز المحيطات. في 1563 انتقل الحاكم الأسباني العام من مقر إقامته في سانتياغو دي كوبا لهافانا بسبب أهميتها المتزايدة مع مرور الزمن، وبالتالي أصبحت هافانا العاصمة غير الرسمية لكوبا. وفي 20 ديسمبر 1592 منح الملك فيليب الثاني ملك إسبانيا هافانا لقب مدينة. في وقت لاحق سوف تعي المدينة رسميا «مفتاح إلى العالم الجديد» من قبل التاج الأسباني. في غضون الجهود الرامية إلى بناء أو تحسين البنية التحتية الدفاعية للمدينة استمر في سان سلفادور الكابتن دي لا بونتا بحراسة مدخل القلعة الغربي للخليج، في حين أن الكابتن كاستيلو دي لوس رييس تريس ديل مورو أستمر أيضا في حراسة المدخل الشرقي. والكابتن كاستيلو دي لا ريال تولّي الدفاع عن وسط المدينة.

### القرنين السابع عشر والثامن عشر
توسعت هافانا في القرن السابع عشر. حيث إنشاء مبان جديدة من المواد الأكثر وفرة من الجزيرة وفي الغالب كان الخشب، والجمع بين الأساليب الإيبيرية المعمارية، خلال هذه الفترة في المدينة كما بنيت الصروح الإنشاءات المدنية والدينية مثل دير القديس أوغسطين إلى قلعه مورو، ومصلى الهيميلديرو، ينبوع دورتوادي لونا شويرا في لوس أنجليس، والكنيسة الأنجيليه المقدسة، ومستشفى سان لازارو، دير سانتا تيريزا ودير سان فيليبي نيري.
في 1649 اجتاح هافانا وباء قاتلا مصدره من قرطاجنة في كولومبيا وبلغ عدد ضحاياه ثلث سكان هافانا وفي 1674 بدأ العمل في اسوار المدينة وذلك كجزء من جهود التحصين. وسوف يكتمل بحلول 1740. وبحلول منتصف القرن الثامن عشر كان تعداد هافانا أكثر من سبعين ألف نسمة وكانت ثالث أكبر مدينة في الأمريكتين وراء ليما ومكسيكو سيتي ولكن قبل بوسطن ونيويورك.

### الاحتلال البريطاني
استولت عليها بريطانيا خلال حرب السنوات السبعة حيث أن الحرب قد بدأت في 6 يونيو 1762 قام الأسطول البريطاني الذي يضم أكثر من 50 سفينة وقوة مشتركة من أكثر من 11000 من رجال البحرية الملكية والجيش، وأبحرت في المياه الكوبية وقامت بهبوط برمائية شرق هافانا واستولت على المرتفعات المعروفة باسم لا كابانا على الجانب الشرقي من المرفأ وبدأ القصف البريطاني لقلعه إل مورو وحاصروها لمده شهر إلى أن سقطت إل مورو في 30 تموز 1762. واستسلمت المدينة رسميا في 13 آب / أغسطس. وبعد ذلك تم جعل السير جورج كيبل حاكم عليها نيابة عن بريطانيا العظمى. على الرغم من أن بريطانيا فقدت 560 رجلا فقط أثناء الحصار، لكن أكثر من نصف قواتها في نهاية المطاف لقوا حتفهم بسبب المرض والحمى الصفراء بوجه خاص.
قام التاج البريطاني على الفور بفتح التجارة مع أمريكا الشمالية ومنطقة مستعمرات البحر الكاريبي، مما أدى إلى التحول السريع للمجتمع الكوبي. الغذاء والخيول وغيرها من السلع أخدت تدفق إلى المدينة، وآلاف العبيد من غرب أفريقيا ونقلوا إلى الجزيرة للعمل في مزارع قصب السكر. وعلى الرغم من أن هافانا، والتي قد تصبح ثالث أكبر مدينة في العالم الجديد، وكان لدخول حقبة من التنمية المستدامة وتعزيز العلاقات مع أمريكا الشمالية، والاحتلال البريطاني لم يكن في الماضي. أدت الضغوط على لندن من قبل تجار السكر خوفا من حدوث انخفاض في أسعار السكر إلى سلسلة من المفاوضات مع الإمبراطوريه الأسبانيه على الأقاليم المستعمرة قبل أقل من عام على احتلال هافانا ثم التوقيع على معاهدة السلام في باريس من قبل السلطات الثلاث المتحاربة وبالتالي وضع حد للحرب السنوات السبع. والمعاهدة أعطت بريطانيا ولاية فلوريدا في تبادل لكوبا، بناء على توصية من الدولة الفرنسية. بعد استعادة المدينة حولت الأمبراطوريه الإسبانية هافانا إلى أكثر المدن المحصنة في الأمريكتين. وبدأ البناء على ما كان ليصبح قلعة سان كارلوس دو لا كابانا أكبر قلعة للإمبراطورية الأسبانية في العالم الجديد. وتم العمل بها لمدة أحد عشر عاما وكانت باهظة التكاليف ولكن عند الانتهاء من الحصن كان يعتبر معقلا لا يمكن تعويضه وأصبح حصن أساسي للدفاع عن هافانا. وقد زودت بعدد كبير من المدافع المصنوعه في برشلونة. تم تشييد العديد من التحصينات الأخرى منها منها قلعة أتريز تدافع عن السفن في خليج الداخلي، في حين أن القلعة لا برنسيابل لحراسة المدينة من الغرب.

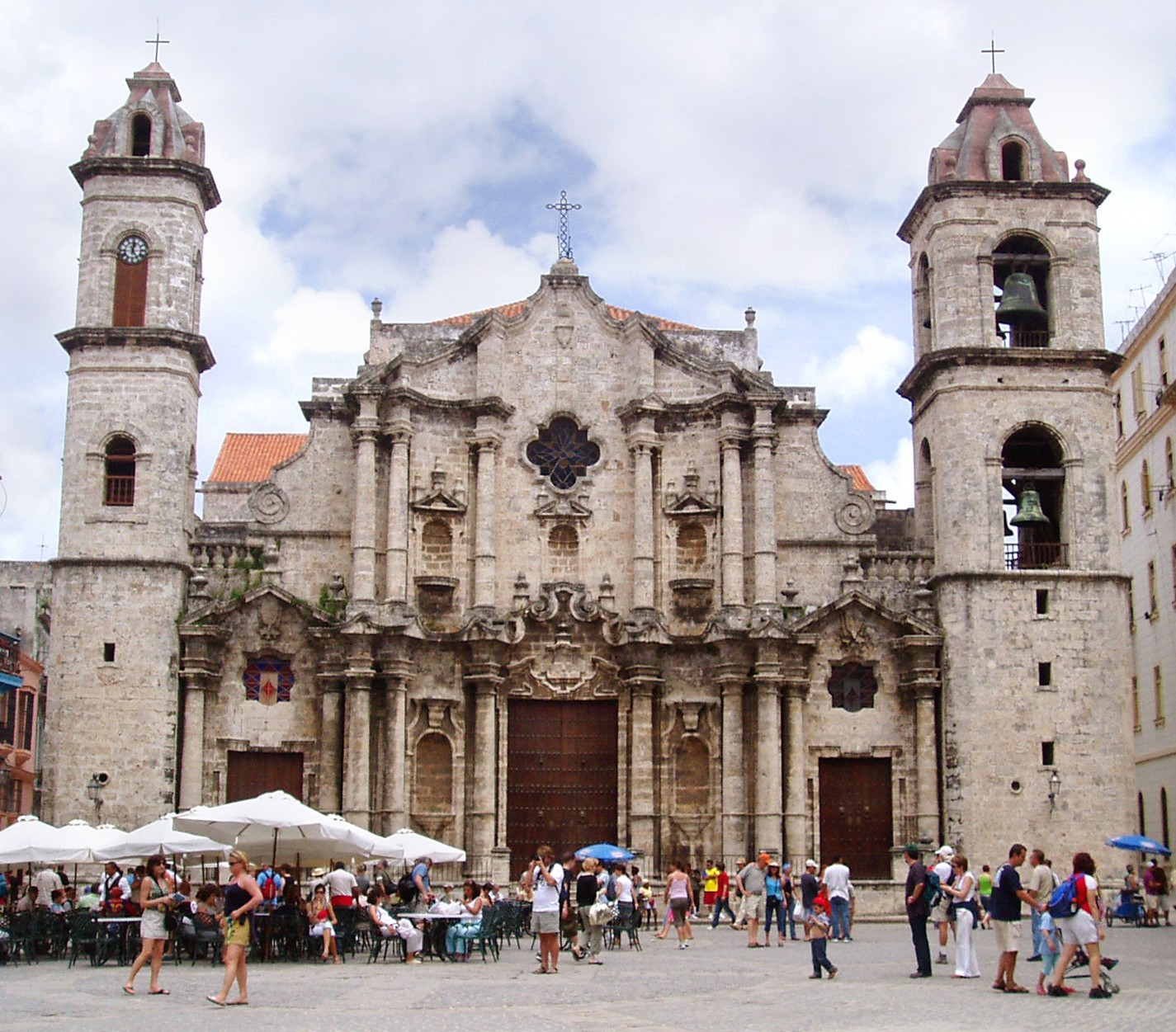
كاتدرائية هافانا ، 1748-1777

### القرن التاسع عشر
و قد ازدادت التجارة بين منطقة البحر الكاريبي ودول أمريكا الشمالية في أوائل القرن القرن التاسع عشر وأصبحت هافانا مدينة مزدهرة وعصرية. ويوجد في هافانا المسارح المميزة معمارية في ذلك القرن، والازدهار في أوساط الطبقة الوسطى المتنامية أدت إلى نوع مكلف من القصور الكلاسيكية الجديدة التي يجري تركيبها. خلال هذه الفترة أصبحت هافانا تِعرف باسم باريس جزر الأنتيل.
فتحت مع وصول للكسندر فون همبولت إلى هافانا الذي أعجب بحيوية الميناء. في 1837 تم افتتاح أول سكة الحديدية وهو ممتد مسافة 51 كيلومترا بين هافانا وبيجوكال وكان يستخدم لنقل السكر من وادي جينيس للمرفأ. مع هذا أصبحت كوبا خامس دولة في العالم يكون لها خط السكة الحديد، وأول دولة تحت سيطرة الإمبراطورية الإسبانية. طوال هذا القرن وقد أثرى هافانا تشييد مرافق ثقافية إضافية مثل مسرح تاكونو واحد من أكثر المسارح فخامة في العالم ومن المعالم الفنية والأدبية مدرسة ليثيو (سوم) ومسرح كوليسيو.
ففي نهاية القرن التاسع عشر شهدت هافانا اللحظات الأخيرة من الاستعمار الأسباني لأمريكا والذي انتهى نهائيا عندما غرقت السفينة الحربية ماين في ميناء من موانئ الولايات المتحدة، وإعطاء هذا البلد ذريعة لغزو الجزيرة. في القرن العشرين في ظل الاحتلال من قبل الولايات المتحدة الأمريكية. في عام 1906 فتح أول فرع في هافانا للبنك نوفا سكوتيا وبحلول1931 لديها ثلاثة فروع في هافانا.

### فترة الجمهورية ومرحله ما بعد الثورة
خلال الفترة الجمهورية من 1902 حتى 1959 وشهدت المدينة عهدا جديدا من التنمية. حيث شهدت النواحي الصناعية والتجارية نموا سريعا للغاية. حيث كانت كوبا تتعافى من الدمار الذي خلفته الحرب لتصبح بلد رغده مع ثالث أكبر طبقة وسطى في نصف الكرة الغربي، وهافانا عاصمة البلاد أصبحت تعرف باسم باريس الكاريبي. كان البناء من الصناعات الهامة وكان بناء العمارات في تلك الفترة كثيفا لاستيعاب الطبقة الوسطى الحديثة، فضلا عن القصور للأثرياء الكوبية وقد بُنيت بوتيرة سريعة خلال ثلاثنيات القرن العشرين العديد من الفنادق الفخمة والكازينوهات والملاهي الليلية وشيِدت لخدمة صناعة السياحة المزدهرة وتنافست بقوة مع ميامي. في الثلاثينات، في وقت أصبحت العاصمة هافانا تجتذب أنشطة عديدة تتراوح بين مراسي لليخوت وسباق السيارات والسباقات، وتطورت العروض الموسيقية والحدائق العامة تطور مذهل والفرصة التي تتيحها الحكومة في كوبا بوجه عام وفي هافانا بشكل خاص جعلت الجزيرة منطقه جذب للمهاجريين حيث تلقت كوبا الملايين من المهاجرين من جميع أنحاء العالم خلال الجمهورية. إنها تلقت الكثير من الأسبان حيت اليوم حيث يقدر أن ربع سكان كوبا ينحدر من أصول إسبانيه.
هافانا حققت لقب المدينة الأمريكية اللاتينية مع أكبر عدد سكان للطبقة المتوسطة برفقه القمار والفساد حيث كوّن رجال العصابات والنجوم مزيج اجتماعي مميز. خلال هذه الحقبة، كانت هافانا تعطي مرتبات للعاملين أكثر من مدينتي لاس فيغاس ونيفادا. وهناك معرض للصور بالأبيض والأسود من عهد الجمهورية ما تزال تزين جدران البار في الفندق الوطني، بما في ذلك صور لفرانك سيناترا مع آفا غاردنر، مارلين ديتريش وغاري كوبر. في عام 1958 حوالي 300000 سائح أمريكي قد زاروا المدينة. واحد من أكثر زوار المنطقة شهرة الكاتب الأمريكي إرنست همنغواي (1899-1961)، الذي قال عن هافانا «من حيث الجمال إلا البندقية وباريس تجاوزت هافانا»، همنغواي كتب العديد من رواياته الشهيرة في كوبا وعاش هناك في السنوات ال 22 الأخيرة من حياته. وكان في هافانا 135 دار سينما في ذلك الوقت—أكثر من باريس أو نيويورك.
بعد ثورة 1959 التي قام بها الشيوعيين (الذين أنكروا أنهم شيوعيين حتى تلك اللحظة وقد وعدوا بتحسين الخدمات الاجتماعية والمساكن العامة والمباني الرسمية وقد فاجئ كاسترو بمصادرة جميع الممتلكات الخاصة والصناعة في إطار نموذج الدولة الشيوعية المدعومة من الاتحاد السوفياتي تلها الحظر الأمريكي، خاصة أنه من الصعب ضرب هافانا ونتيجة لذلك أصبحت هافانا في حالة متهالكة. في الفترة بين 1966إلى 1968، قد أممت الحكومة الكوبية جميع الكيانات التجارية المملوكة للقطاع الخاص في كوبا، وصولا إلى «أنواع معينة من أشكال التجزئة الصغيرة من التجارة» (القانون رقم 1076) معظم هذه القوانين والقيود الاقتصادية ما زالت قائمة إلى اليوم. وهافانا تحولت من استقبال المهاجرين إلى واحدة من أكبر مولدات الهجرة في العالم. اليوم ما يقرب من 15 ٪ من مجموع السكان الكوبيين يعيشون في الخارج على الرغم من أن حرية السفر ممنوع من قبل النظام الكوبي.
كان هناك تدهور اقتصادي خطير بعد انهيار الاتحاد السوفياتي في عام 1991 وذلك مع نهاية المليارات من الدولارات التي كان يعطيها الاتحاد السوفياتي كدعم للحكومة الكوبية، كما اعتقد الكثيرون أن النظام الشيوعي في كوبا سوف يختفي كما حلَّ مع دول أوروبا الشرقية التي انفصلت عن الاتحاد السوفييتي قد ساد النظام الشيوعي في هافانا خلال التسعينيات تحت ضغط دولي عتيد وتدهور الوضع الاقتصادي وقد يتضح ذلك من نكتة شهيرة سادت كوبا تتهكم على الوضع الاقتصادي في صيف عام 1991 حيث تقول النكتة أنه بعد فترة وجيزة من تولّي فيدل كاسترو مقاليد السلطة تم تغيير العلامات الإرشادية في حديقة حيوان هافانا «لا تطعم الحيوانات» إلى «لا تأكل غذاء الحيوانات» وفي الواقع فإن الطاووس والجاموس قيل إنه اختفى من حديقة الحيوانات في هافانا.
بعد 50 عاما من الحظر فإن الحكومة الاشتراكية حاولت الحصول على العائدات السياحة وأتاحت للمستثمرين الأجانب الفرص لبناء فنادق جديدة، وتطوير صناعة الضيافة ومن المفارقات في حين أن الاستثمار الأجنبي هو موضع ترحيب فإن الكوبيين ممنوعون من المشاركة حيث أن الشعب الكوبي هو الوحيد الذي يسمح له بالعمل كطهاة وفي الحديقة وسائقي سيارات الأجرة ولكن ليس ليصبحوا من أصحاب أو مستثمري أي من الممتلكات. لهذه الأسباب وغيرها، وصناعة السياحة خلال الثورة الاشتراكية فشلت في توليد الإيرادات المتوقعة. في ذروتها حيث أن السياحة القادمة من كندا وأوروبا الغربية ولدت ما يقرب من ملياري دولار سنويا وفقا لناشيونال جيوغرافيك، ولكن هذا المبلغ قد انخفض بشدة منذ ذلك الحين. وهناك جهود لإعادة بناء هافانا القديمة للأغراض السياحية وعدد من الشوارع والساحات وقد تم ترميم بعضها ولكن هافانا القديمة هي مدينة كبيرة وجهود الترميم لم تشمل سوى أقل من 10% من المدينة.

## الجغرافيا

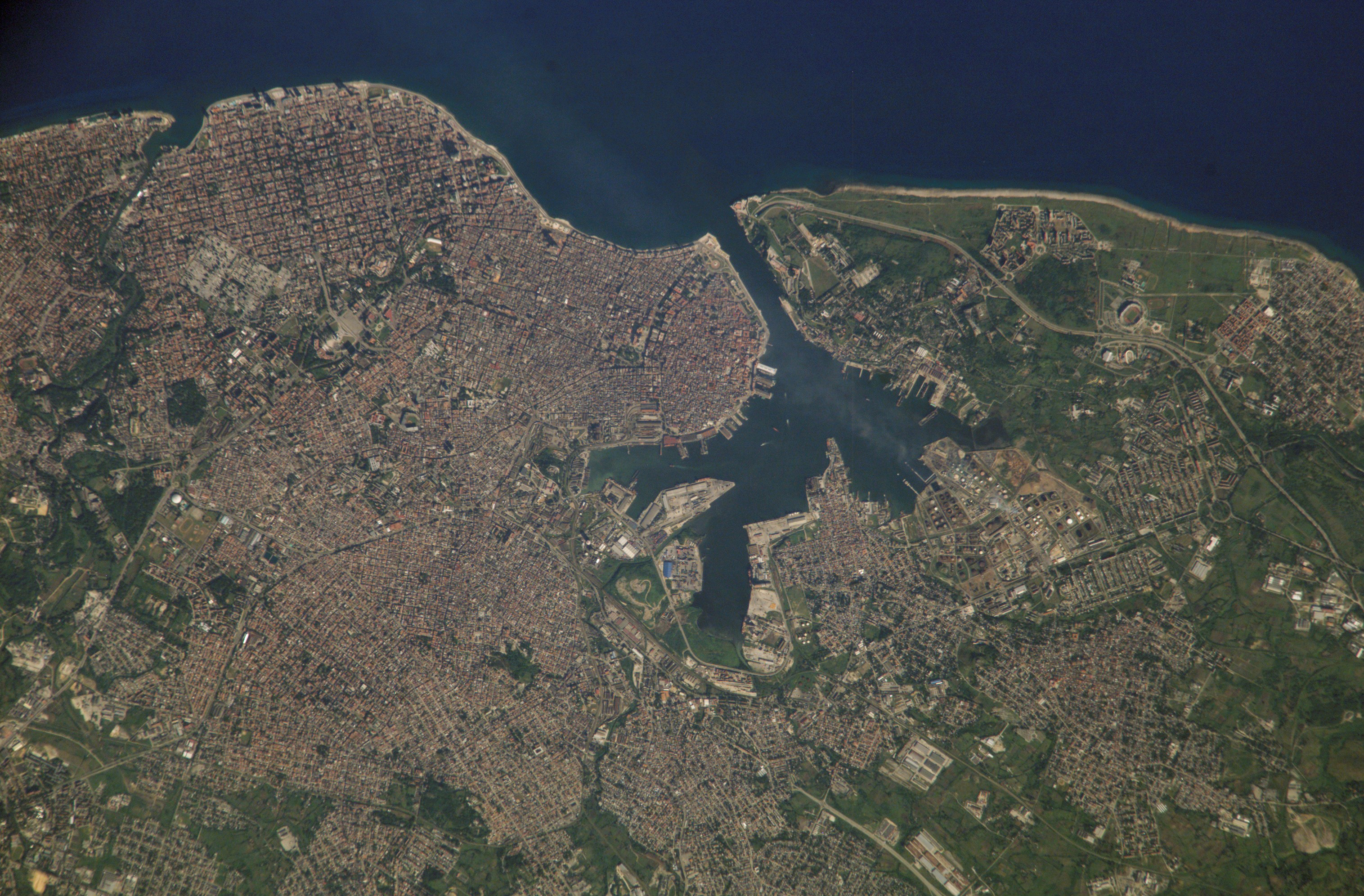
صوره بالقمر الصناعي لهافانا

تمتد المدينة معظمها غربا وجنوبا من الخليج وهناك فتحة ضيقة تقسم الخليج إلى ثلاثة موانئ رئيسية هي: مراملينا وجوانباكو والتريس. ونهر ألمينداريس يخترق المدينة من الجنوب إلى الشمال ويدخلون في مضيق فلوريدا على بعد عدة أميال إلى الغرب من الخليج. وتوجد تلال منخفضة في المدينة.

## المناخ
هافانا وعلى غرار الكثير من كوبا تتمتع بمناخ استوائي على مدار السنة المناخ الاستوائي الذي خفّف من موقف الجزيرة في حزام الرياح التجارية والتيارات البحرية الدافئة. تحت تصنيف كوبين المناخي هافانا لديها مناخ السافانا الاستوائية. متوسط درجات الحرارة تتراوح بين 72 درجة فهرنهايت (22 درجة مئوية) في شهري يناير وفبراير إلى 82 درجة فهرنهايت (28 درجة مئوية) في أغسطس. ونادراّ ما تنخفض درجة الحرارة إلى أقل من 50 درجة فهرنهايت (10 درجة مئوية). وكانت أدنى درجة حرارة 33 درجة فهرنهايت (1 درجة مئوية) في سانتياغو دي لاس فيغاس. وأدنى درجة حرارة سجّلت في كوبا هو 32 درجة فهرنهايت (0 درجة مئوية) في بينوا، في مقاطعة هافانا. ويكثر هطول الأمطار في يونيو إلى أكتوبر ويقل من ديسمبر وحتى شهر أبريل حيث بلغ متوسطها 46 بوصة (1,200 ملم) سنويا. الأعاصير أحيانا تضرب الجزيرة، لكنها عادة تضرب الساحل الجنوبي لكوبا، والضرر في هافانا هو في الغالب أقل من أماكن أخرى في البلاد.
في ليلة من 8-9 يوليو 2005 الضاحية الشرقية من المدينة تعرض لضربة مباشرة من الإعصار دنيس بسرعته التي تبلغ 100 ميل (160 كم / رياح ح). اجتاحت ساحل هافانا موجات ضاريه يبلغ ارتفاعها 10 قدما (3.0 متر) والرياح مزّقت قطعة من بعض مباني المدينة من الحقبة الاستعمارية حيث أن بعض الكتل الخرسانية سقطت من مباني الحقبة الاستعمارية. على الأقل 5000 مواطن تضررت منازلهم في هافانا والمناطق المحيطة بها. وبعد ثلاثة أشهر في أكتوبر 2005، عانت المناطق الساحلية فيضانات شديدة في أعقاب الإعصار ويلما.
- ويسرد الجدول أدناه متوسط درجة الحرارة على مدار السنة:

| البيانات المناخية لـهافانا        | البيانات المناخية لـهافانا | البيانات المناخية لـهافانا | البيانات المناخية لـهافانا | البيانات المناخية لـهافانا | البيانات المناخية لـهافانا | البيانات المناخية لـهافانا | البيانات المناخية لـهافانا | البيانات المناخية لـهافانا | البيانات المناخية لـهافانا | البيانات المناخية لـهافانا | البيانات المناخية لـهافانا | البيانات المناخية لـهافانا | البيانات المناخية لـهافانا |
| الشهر                             | يناير                      | فبراير                     | مارس                       | أبريل                      | مايو                       | يونيو                      | يوليو                      | أغسطس                      | سبتمبر                     | أكتوبر                     | نوفمبر                     | ديسمبر                     | المعدل السنوي              |
| --------------------------------- | -------------------------- | -------------------------- | -------------------------- | -------------------------- | -------------------------- | -------------------------- | -------------------------- | -------------------------- | -------------------------- | -------------------------- | -------------------------- | -------------------------- | -------------------------- |
| متوسط درجة الحرارة الكبرى °ف (°م) | 78 (26)                    | 79 (26)                    | 81 (27)                    | 83 (28)                    | 85 (29)                    | 86 (30)                    | 90 (32)                    | 88 (31)                    | 87 (31)                    | 84 (29)                    | 81 (27)                    | 79 (26)                    | 83 (29)                    |
| متوسط درجة الحرارة الصغرى °ف (°م) | 65 (18)                    | 65 (18)                    | 67 (19)                    | 69 (21)                    | 72 (22)                    | 74 (23)                    | 75 (24)                    | 75 (24)                    | 74 (23)                    | 73 (23)                    | 70 (21)                    | 67 (19)                    | 71 (21)                    |
| الهطول إنش (مم)                   | 2.50 (64)                  | 2.70 (69)                  | 1.80 (46)                  | 2.10 (53)                  | 3.90 (99)                  | 7.20 (183)                 | 4.20 (107)                 | 3.90 (99)                  | 5.70 (145)                 | 7.10 (180)                 | 3.50 (89)                  | 2.30 (58)                  | 46.9 (1٬192)               |
| المصدر: weather.com               |                            |                            |                            |                            |                            |                            |                            |                            |                            |                            |                            |                            |                            |

## معالم هافانا
- فورتاليزا سان كارلوس دو لا كابانا  وهي القلعة الواقعة على الجانب الشرقي للخليج هافانا، لا كابانا هو الحصن الأكثر إثارة للإعجاب من الحقبة الاستعمارية، وخصوصا جدرانه بنيت (في نفس الوقت مع حصن إل مورو) في نهاية القرن الثامن عشر.
- ايل كابيتليو ناسيونال الذي بني في 1929 لكي يكون مجلس الشيوخ ومجلس النواب وهذا المبنى الضخم يتم التعرف على قبته التي تهيمن على سماء المدينة. وداخل هذا المبني ثالث أكبر تمثال في الأماكن المغلقة في العالم في أيامنا هذه وهو تمثال الجمهورية. ويقع فيه أيضا مقر أكاديمية العلوم بكوبا والمتحف الوطني للتاريخ الطبيعي ويحتوي على أكبر مجموعة للتاريخ الطبيعي في البلاد.
- كاستيلو دي لوس رييس تريس ماجوس ديل مورو هو حصن خلاب يحرس مدخل خليج هافانا وقد شيد بسبب التهديد الميناء من القراصنة. كاستيلو سان سلفادور دي لا بونتا، قلعة صغيرة بنيت في القرن السادس عشر، عند نقطة الدخول الغربي لميناء هافانا حيث أنها لعبت دورا حاسما في الدفاع عن هافانا خلال القرون الأولى للاستعمار، القلعة ولا تزال نحوي القلعة عشرين بندقيه قديمة وغيرها من التحف العسكرية.
- ايل كريستو دي هافانا وتمثال المسيح يبارك المدينة من الجانب الآخر للخليج يشبه إلى حد كبير تمثال المسيح الفادي في ريو دي جانيرو، منحوتة من الرخام بواسطة جيلما ماديرا وكان ذلك في عام 1958 وقد أقام على منصة مما يجعله مركز جيدة تستطيع من خلاله مشاهدة هافانا القديمة والمرفأ.
- المسرح الكبير في هافانا ويستضيف عروض فرقة الباليه الوطنية الكوبية وفي بعض الأحيان تستضيف عروضا لأوبرا الوطنية والمسرح يعرف أيضا بقاعه غارسيا لوركا، وهو الأكبر في كوبا.
- فندق ناسيونال دي كوبا
- ايل ماليكون هابانيرو  وهو السبيل الذي يمتد بجانب السور البحري لهافانا وقد بُنيت على طول الساحل الشمالي من هافانا إلى نهر ألمينداريس، فهو يشكل الحدود الشمالية لهافانا القديمة ومركز هافانا.
- متحف الثورة  ويقع في قصر الرئاسة السابق وفي خلفيته يعرض اليخت غرانما
- نيكروبلس كريستوبال كولون  وهي عبارة عن متحف ومقبرة في الهواء الطلق وهي واحدة من المقابر الأكثر شهرة في أمريكا اللاتينية التي تشتهر بجمال وروعة. المقبرة التي بنيت في 1876 وتحوي ما يقرب من مليون قبر. بعض شواهد القبور مزينة بأعمال النحاتين من عيار راموس بلانكوس وآخرين.

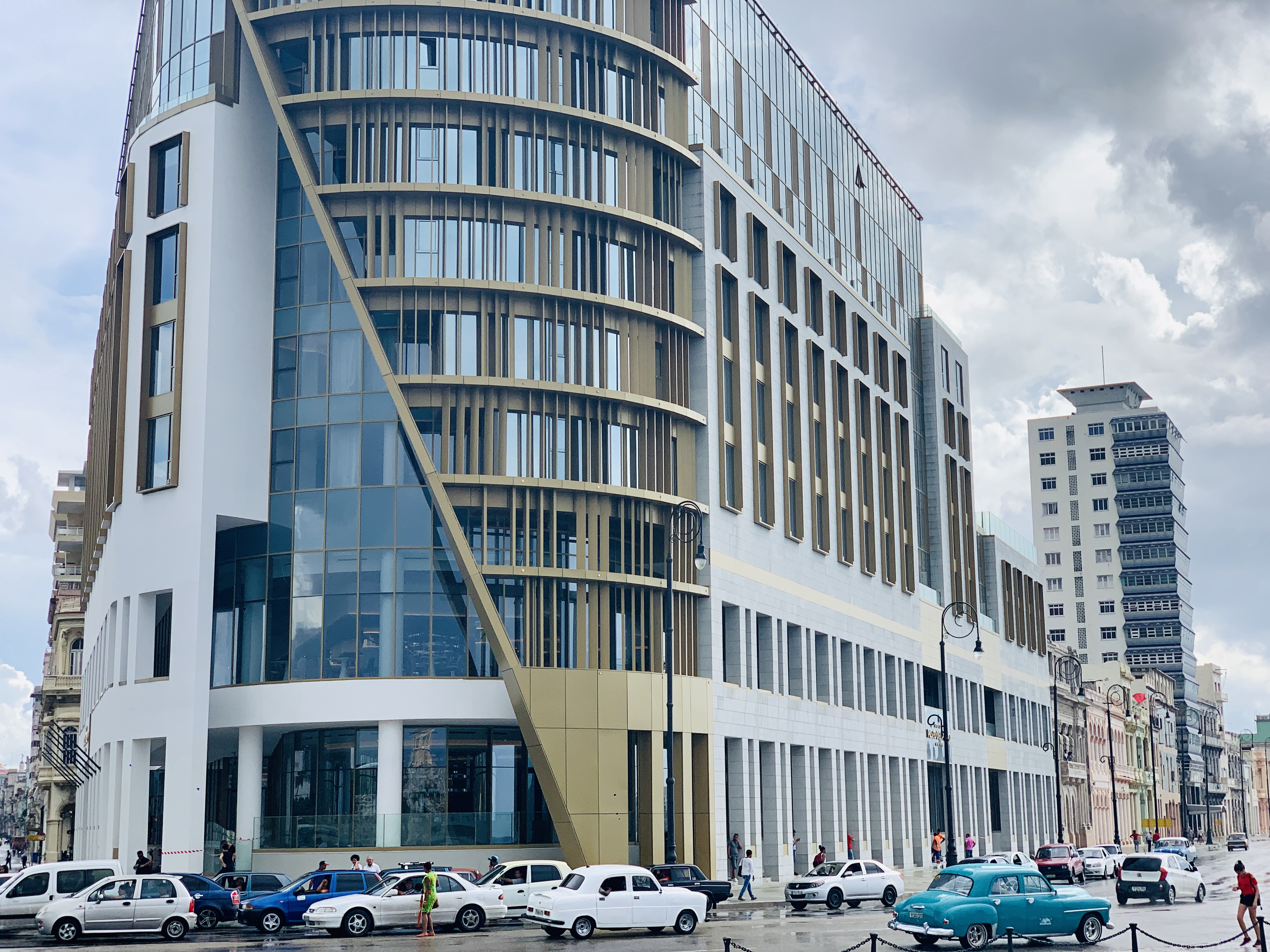
منظر لشارع ماليكون

## السياحة
قبل الثورة الكوبية وخاصة من 1915 حتى 1930 كانت السياحة أحد المصادر الرئيسية للعملة الصعبة (وراء السكر وصناعات التبغ). هافانا، حيث المقصد الأثير في منطقة البحر الكاريبي لا سيما مع المواطنين الأمريكيين الذين سعوا إلى الالتفاف على القيود المفروضة على حظر السفر للدول اللاتينية.
وأتى بعد ذلك انخفاض حاد في تدفق السياح إلى الجزيرة (الناتجة في المقام الأول من الكساد العظيم وانتهاء الحظر في الولايات المتحدة واندلاع الحرب العالمية الثانية), وقد بدأت هافانا في استقبال الزوار في أعداد كبيرة مرة أخرى في خمسينيات القرن العشرين.
وكانت السياحة في هافانا مقتصرة على البغاء والمقامرة وذلك جعل الحكومة الثورية التي أتت لسدة الحكم تقول أنه قطاع يولد شرور اجتماعية لذلك يجب التخلص منه وبذلك بدأ إغلاق العديد من الحانات وصالات القمار وقد تولّى المعهد الوطني للسياحة أداره العديد من المؤسسات السياحية والتي كانت متاحه لأغنياء كوبا لجعلها متاحه للفقراء أيضا
مع تدهور العلاقات بين كوبا والولايات المتحدة وبدء الحظر الاقتصادي على كوبا منذ عام 1961 م مما أدى لانخفاض صناعة السياحة بشكل كبير ولم يعود إلى شيء قريب من مستويات ما قبل الثورة وحتى عام 1989 وكانت الحكومة الثورية بوجه عام وفيدل كاسترو على وجه الخصوص في البداية يعارضوا أي تطور كبير في صناعة السياحة وربط المجال إلى الفجور والأنشطة الإجرامية ومع ذلك تغير موقف كاسترو ففي عام 1982 فإن الحكومة الكوبية وافقت على قانون الاستثمار الأجنبي الذي أتيح لعدد من القطاعات وشملت السياحة
من خلال أتاح الفرصة أمام الاستثمار الأجنبي لإنشاء شركات خاصة (مثل كوباناكان، التي أُنشئت في عام 1987) وعملت كوبا على جذب رؤوس الأموال لتطوير الفنادق وإدارتها لزيادة عدد السائحين من 130000 (في 1980) إلى 326000 (بحلول نهاية ذلك العقد).
نتيجة لانهيار الاتحاد السوفياتي وحلفائها في شرق أوروبا في عام 1989 وأوائل التسعنيات دخلت كوبا في أزمة اقتصادية حادة ورأت نفسها في حاجة ماسة للعملة الأجنبية. ووجدت الجواب مرة أخرى في مجال السياحة والحكومة الكوبية أنفقت مبالغ كبيرة في هذه الصناعة لجذب الزوار وبحلول عام 1995 أصبحت هذه الصناعة في كوبا المصدر الرئيسي للدخل.

## التعليم

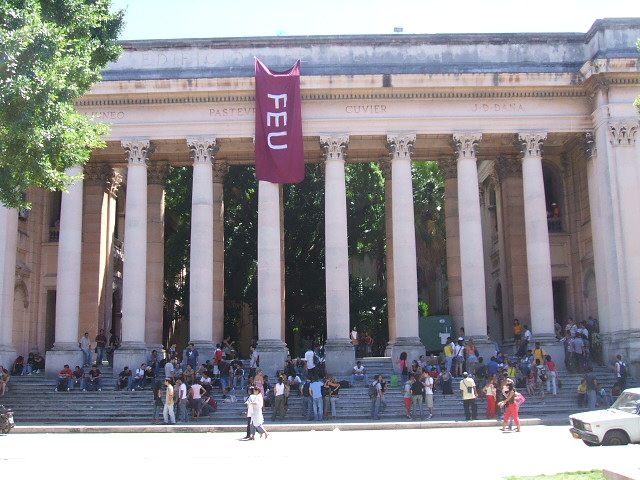
كلية الرياضيات

الحكومة الوطنية الكوبية تتحمل كامل المسؤولية عن التعليم، وهناك العديد من المدارس الابتدائية والثانوية ومدارس للتدريب المهني في جميع أنحاء هافانا. ومدرسة الباليه الوطنية الكوبية والتي تضم 4.350 طالبا هي أكبر مدرسة للباليه في العالم وأعرق مدرسة باليه في كوبا وقد أُنشئت بواسطة رامونا دي سا وفي عام 2002 مع التوسع في المدرسة تقدم 52.000 طالب راغبين في الانضمام إلى المدرسة وقد تم اختيار 4.050. والمدارس متفاوتة الجودة والتعليم مجاني وإلزامي على جميع المستويات ما عدا التعليم العالي. جامعة هافانا وتأسست في 1728 وكانت مؤسسة رائدة للتعليم العالي في نصف الكرة الغربي. بعد وقت قصير من الثورة قد خضعت للتأميم وتحولت لجامعة وكذلك جميع المؤسسات التعليمية الأخرى ومنذ ذلك الحين عدة جامعات أخرى قد فتحت مثل معهد البوليتكنيك «جو إنطونيو اتشيفيريا» حيث يتعلم الغالبية العظمى من مهندسي اليوم الكوبيين.

## الصحة
في ظل الحكومة الكوبية يتمتع جميع المواطنين بالرعاية الصحية الوطنية. إدارة نظام الرعاية الصحية للأمة تتركز إلى حد كبير في هافانا. المستشفيات في هافانا تديرها الحكومة الوطنية وخلال الثمانينات بدأت كوبا جذب انتباه العالم لعلاج أمراض القلب ومشاكل العين وذلك ناتج عن اهتمام الثورة الكوبيه بالأوضاع الصحية بالبلاد.

## الخدمات
خدمات المرافق تخضع لسيطرة عدد من الشركات المملوكة للدولة التي تم تأميمها منذ قيام الثورة الكوبية. المياه والكهرباء والمجاري والخدمات تدار بهذا الشكل. ويتم التزويد بالكهرباء من مولدات الكهرباء التي تتغذى بالنفط. والكثير كم محطات الكهرباء تعمل من قبل الثورة الكوبية وقد أصبحت قديمة بعض الشيء وازدياد انقطاع الكهرباء مما دفع الحكومة الوطنية في عام 1986 على تخصيص ما يعادل 25,000,000 $ لتحديث الشبكة الكهربائية.

## الرياضة

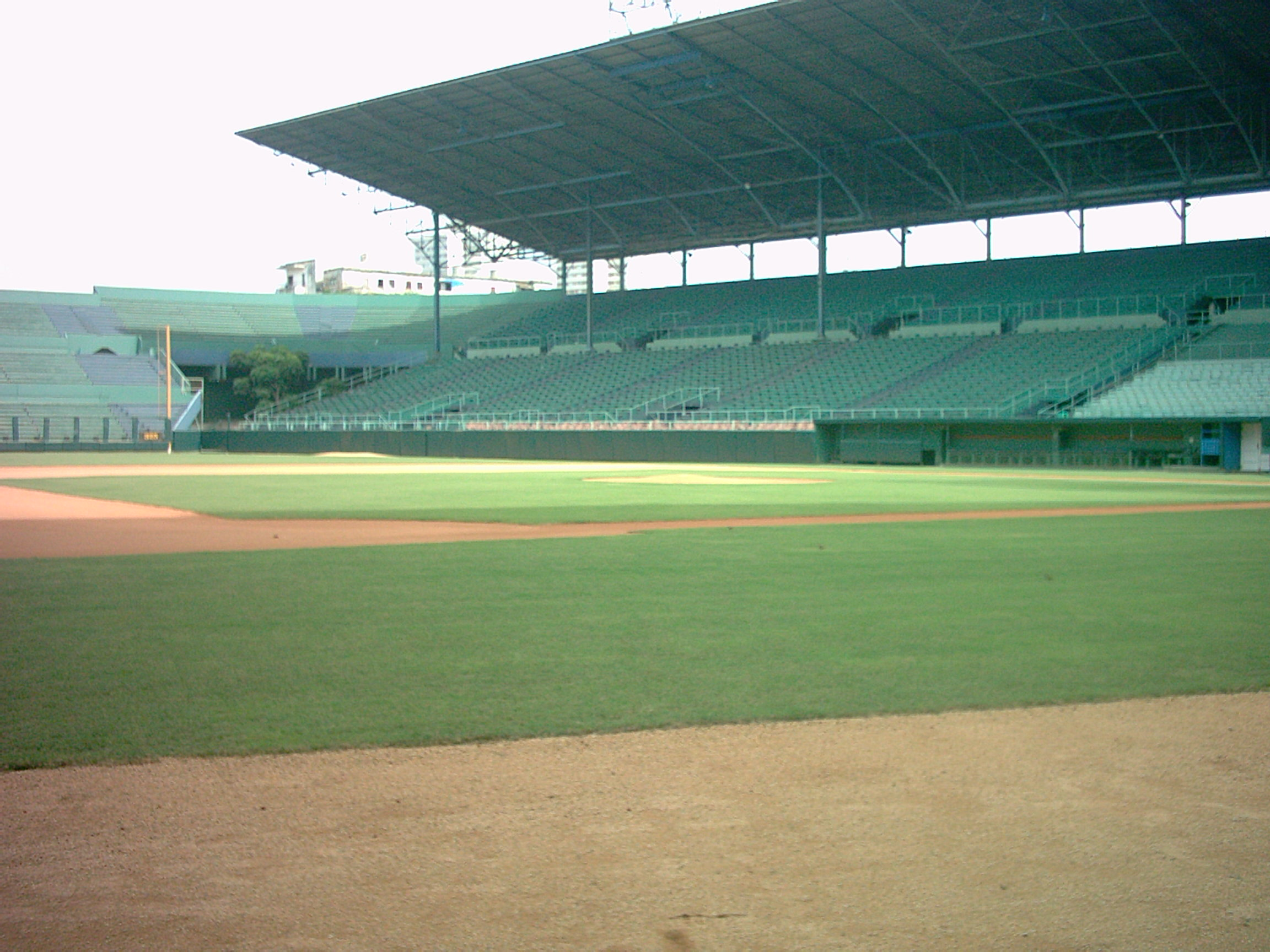
ملعب أمريكا اللاتينية هو أكبر ملعب في كوبا

كثير من الكوبيين من محبي ومشجعي الرياضة المتعطشين للبيسبول. ولهافانا فريقين في بطولة البيسبول الوطنية الكوبية. والمدينة لديها العديد من الملاعب الرياضية الكبيرة وأكبر ملعب هو هو ملعب أمريكا اللاتينية. والنوادي الاجتماعية على الشواطئ توفر مرافق لممارسة الرياضات المائية وتشمل مطاعم وقاعات الرقص.
هافانا كان المضيف الحادي عشر لألعاب عموم أمريكا في عام 1991 أو لملاعب والمرافق التي بُنيت لهذه المناسبة في الضواحي الشرقية لهافانا غير المأهولة بالسكان نسبيا.
هافانا كانت في عام 1992 مرشحة لاستضافة نهائيات كأس العالم لألعاب القوى.
هافانا كان مرشحة لعام 2012 لاستضافة دورة الألعاب الأولمبية الصيفية ولكنها لم تكن على القائمة المختصرة.

## مشاهير هافانا
- ديف لومباردو : الطبال (1965 --)
- روبرتو جزويتا: المدير التنفيذي لشركة كوكا كولا (1931-1997)
- فيليبي بووي : عالم حيوانات (1799-1891)
- خوسيه مارتي: شاعر وكاتب وزعيم وطني (1853-1895)
- آرنستو ليكونا: مُلحّن (1895-1963)
- دولسي ماريا ليونز : كاتب (1902-1997)
- أليخو كابرنتيار : كاتب (1904-1980)
- ديانا تشافيانو: كاتبة (1960 --)
- يزاما خوسيه ليما: شاعر وكاتب (1910-1976)
- كوندو برموديز : رسّام (1914-2008)
- اليشيا الونسو : راقصة باليه (1920 --)
- ماريا أنطونيتا بونز : ممثلة، راقصة رومبا (1922-2004)
- سيليا كروز : مغنية (1925-2003)
- ايلينا بيرك : مغني (1928-2002)
- ألبرتو كوردا: مصور ومن صوره صورته الشهيرة «حرب العصابات البطولية» لتشي غيفارا (1928-2001)
- كاميلو سيينفويغوس : وقف جنبا إلى جنب مع ثورة فيدل كاسترو وتشي غيفارا (1932-1959)
- ريكاردو ألاركون : سياسي ورئيس الجمعية الوطنية في كوبا (1937 --)
- فيليكس بالوي : المنشد مع جميع نجوم الأفرو كوبية وغيرها (1943 --)
- ديفيد فوميرو: ممثل (1972 --)
- كريستينا ساراليغي: صحفي ومقدم برنامج حواري (1948 --)
- أوسوالدو بايا: ناشط سياسي (1952 --)
- ألينا فيرنانديز وابنته: أحد منتقدي فيدل كاسترو (1956 --)
- أندي غارسيا : ممثل (1956 --)
- إليزابيث كاباليرو : مغني الأوبرا الدولي (1974 --)
- ماريا تيريزا : دوقة لكسمبورغ الكبرى، رفيقة الدوقية الكبرى من الدوق الكبير هنري لوكسمبورغ (1956 --)
- غلوريا استيفان : مغنية (1957 --) (هاجرت إلى الولايات المتحدة في مرحلة الطفولة)
- كارلوس ديل الجنك : موسيقي (1958 --)
- ألجورجنسن: موسيقي (1958 --)
- سيزار إيفورا : الممثل (1959 --)
- خوان كونينو: سياسي وعمدة مدينة هافانا (1960 --)
- فيليبي بيريز روكي: سياسي ووزير خارجية سابق في كوبا (1965 --)
- أومبرتو بادرون : المخرج السينمائي (1967 --)
- بيدرو الفاريز كاستيللو : رسام (1967-2004)
- ري رويز : الموسيقار (1970 --)
- ويليام ليفي : الممثل (1979 --)
- يوتويل روميرو : موسيقي (1976 --)
- ميشيل هرنانديز : لاعب لتامبا باي رايز (1978 --)
- إيفان موفات : كاتب السيناريو (1918-2002)
- كاميلا كابيو : مغنية (1997–)

## بلديات هافانا
تتكون مدينة هافانا من خمسة عشر بلدية وهم:
- أرويو نارانخو
- بويروس
- مركز هافانا
- سيرو
- كوتورو
- دييز دي أكتبر
- جوانابكو
- هافانا دل استي
- هافانا القديمة
- لا يزا
- مارياناو
- بلايا
- ساحة الثورة
- ريغلا
- سان ميغيل دل بادرون

## توأمة
- بوغوتا-كولومبيا
- موسكو-روسيا
- غلاسكو-اسكتلندا
- قوسقو-بيرو
- مدريد-إسبانيا
- قرطاجنة-كولومبيا
- طليطلة-إسبانيا
- أصفهان-إيران
- كونستانتسا-رومانيا
- كراكاس-فنزويلا
- بكين الصين
- بلغراد-صربيا
- مانيلا-الفلبين
- برشلونة-إسبانيا
- إسطنبول-تركيا
- ساو باولو-البرازيل
- طهران-إيران
- روتردام-هولندا

## وصلات خارجية
- هافانا استطلاع مصور من مجلة العربي
- www.lib.utexas.edu/maps, خريطه وسط هافانا
- contactcuba.com, خريطه هافانا
- havanatimes.org, السفر لهافانا سؤال وجواب
- هافانا
- canada.com, «من الصعب مقاومه سحر هافانا المذهل», بواسطه فيكتور سوبودا، كان ويست, سبتمبر 14, 2009
- sfgate.com, «البحث عن الثورة الكبري الثانية لكوبا», بواسطه سبودا هيلتون، سان فرانسيسكو كرونيكل, أبريل 19, 2009
- sophiaspring.com, 50بورتريه من هافانا'
- fotopedia.com, صور مختاره من هافانا